# Elijah Mwangale
Elijah Wasike Mwangale (* Januar 1939 in Matili Village, Kimilili Division, Bungoma County, Provinz Western, Kenia; † 24. November 2004 in Nairobi) war ein kenianischer Politiker, der unter anderem zwischen 1983 und 1987 Außenminister war.

## Leben
Mwangale war nach einem Studium der Agrochemie als Senior Lecturer an der Egerton University in Nakuru tätig.
Er wurde bei den Wahlen im Dezember 1969 im Wahlkreis Kimilili als Kandidat der Kenya African National Union (KANU) erstmals zum Mitglied der Nationalversammlung gewählt und gehörte dieser bis zu seiner Niederlage bei den Mehrparteienwahlen 1992 an, wobei er zuletzt den Wahlkreis Bungoma East vertrat. 1992 verlor er gegen Mukhisa Kituyi, den Kandidaten des Forum for the Restoration of Democracy in Kenia (FORD Kenia).
Er war über mehrere Jahre Vorsitzender der KANU in Bungoma. Landesweite Bekanntheit erhielt Mwangale, der bis daher nur Hinterbänkler im Parlament war, im März 1979, als er von Präsident Daniel arap Moi zum Vorsitzenden einer Kommission zur Untersuchung der Ermordung des Politikers Josiah Mwangi Kariuki ernannt wurde.
Nach den Wahlen im November 1979 wurde er von Präsident arap Moi erstmals in die Regierung berufen und übernahm den Posten als Arbeitsminister. Er fungierte später zeitweilig als Minister für Tourismus und Wildlife im Kabinett von Präsident arap Moi und unterstützte den Präsidenten ab Dezember 1982 bei der Entmachtung des langjährigen Generalstaatsanwalts und damaligen einflussreichen Minister für Verfassungsangelegenheiten, Charles Njonjo. Im Oktober 1983 wurde er Nachfolger von Robert Ouko Außenminister und bekleidete diese Funktion bis zu seiner Ablösung durch Zachary Onyonka im Juni 1987.
Er selbst übernahm im Rahmen dieser Regierungsumbildung als Nachfolger von William Odongo Omamo das Amt des Landwirtschaftsministers und übte dieses bis zu seiner Ablösung durch Simeon Nyachae 1992 aus. Zugleich fungierte er zwischen 1989 und 1990 als Minister für die Entwicklung der Viehbestände. Im Zuge der Mehrparteienwahlen 1992 wurde ihm Fehlverhalten gegen Politiker der Opposition vorgeworfen und dass kein Verfahren gegen ihn eingeleitet wurde.
Während einer Parlamentsdebatte am 15. Oktober 1996 wurde ihm korruptes Verhalten und Amtsmissbrauch als Landwirtschaftsminister vorgeworfen.
Zuletzt ernannte ihn Präsident arap Moi am 2. April 2001 für eine dreijährige Amtszeit zum Vorsitzenden des Büros für Standardisierung. Außerdem wurde er 2002 von Präsident arap Moi zum Vorsitzenden einer Kommission für Friedensgespräche im Somalischen Bürgerkrieg ernannt, kurz darauf aber durch den Abgeordneten Mohammed Affey abgelöst. Am 18. Juni 2003 wurde er durch Entscheidung des neuen Präsidenten Mwai Kibaki als Vorsitzender des Büros für Standardisierung entlassen.